# Dix-neuvième circonscription de la Diète de Pologne
La 19e circonscription de la Diète de Pologne (en polonais : Okręg wyborczy nr 19 do Sejmu Rzeczypospolitej Polskiej) ou circonscription de Varsovie-I (en polonais : Okręg Warszawa I) est une circonscription électorale polonaise située dans la voïvodie de Mazovie.
Instituée par la réforme électorale de 2001, elle compte 20 sièges à pourvoir. Elle a son bureau centralisateur à Varsovie.

## Composition territoriale
La circonscription se compose d'une ville-district : 
Ville-district
Varsovie (bureau centralisateur).
Lors des élections parlementaires du 13 octobre 2019, elle comptait 1 742 400 électeurs inscrits.

## Résultats électoraux

### Résumé
| Scrutin           | Votants | Députés                                                        | Députés | Députés |
| ----------------- | ------- | -------------------------------------------------------------- | ------- | ------- |
| 23 septembre 2001 | 56,11 % | Alliance de la gauche démocratique - Union du travail (SLD-UP) | 36,67 % | 8 / 19  |
| 23 septembre 2001 | 56,11 % | Droit et justice (PiS)                                         | 21,57 % | 5 / 19  |
| 23 septembre 2001 | 56,11 % | Plate-forme civique (PO)                                       | 18,87 % | 4 / 19  |
| 23 septembre 2001 | 56,11 % | Ligue des familles polonaises (LPR)                            | 7,12 %  | 2 / 19  |
| 25 septembre 2005 | 56,05 % | Plate-forme civique (PO)                                       | 33,07 % | 8 / 19  |
| 25 septembre 2005 | 56,05 % | Droit et justice (PiS)                                         | 29,93 % | 7 / 19  |
| 25 septembre 2005 | 56,05 % | Alliance de la gauche démocratique (SLD)                       | 11,53 % | 3 / 19  |
| 25 septembre 2005 | 56,05 % | Ligue des familles polonaises (LPR)                            | 5,85 %  | 1 / 19  |
| 21 octobre 2007   | 74,03 % | Plate-forme civique (PO)                                       | 54,01 % | 11 / 19 |
| 21 octobre 2007   | 74,03 % | Droit et justice (PiS)                                         | 27,66 % | 6 / 19  |
| 21 octobre 2007   | 74,03 % | Gauche et démocrates (LiD)                                     | 12,66 % | 2 / 19  |
| 9 octobre 2011    | 69,44 % | Plate-forme civique (PO)                                       | 49,00 % | 11 / 20 |
| 9 octobre 2011    | 69,44 % | Droit et justice (PiS)                                         | 27,28 % | 6 / 20  |
| 9 octobre 2011    | 69,44 % | Mouvement Palikot (RP)                                         | 10,87 % | 2 / 20  |
| 9 octobre 2011    | 69,44 % | Alliance de la gauche démocratique (SLD)                       | 7,67 %  | 1 / 20  |
| 25 octobre 2015   | 58,81 % | Droit et justice (PiS)                                         | 29,89 % | 8 / 20  |
| 25 octobre 2015   | 58,81 % | Plate-forme civique (PO)                                       | 27,54 % | 7 / 20  |
| 25 octobre 2015   | 58,81 % | .Moderne (.N)                                                  | 13,39 % | 3 / 20  |
| 25 octobre 2015   | 58,81 % | Kukiz'15                                                       | 7,69 %  | 2 / 20  |
| 13 octobre 2019   | 79,75 % | Coalition civique (KO)                                         | 42,05 % | 9 / 20  |
| 13 octobre 2019   | 79,75 % | Droit et justice (PiS)                                         | 27,49 % | 6 / 20  |
| 13 octobre 2019   | 79,75 % | Alliance de la gauche démocratique (SLD)                       | 18,19 % | 3 / 20  |
| 13 octobre 2019   | 79,75 % | Confédération Liberté et Indépendance (KWIN)                   | 7,51 %  | 1 / 20  |
| 13 octobre 2019   | 79,75 % | Parti paysan polonais (PSL)                                    | 4,75 %  | 1 / 20  |

### Détail

#### Élections de 2001
| Parti | Parti                              | Nom                                                                                   | Voix         |
| ----- | ---------------------------------- | ------------------------------------------------------------------------------------- | ------------ |
|       | Alliance de la gauche démocratique | Marek Borowski                                                                        | 149 233      |
|       | Alliance de la gauche démocratique | Ryszard Kalisz                                                                        | 33 392       |
|       | Alliance de la gauche démocratique | Aleksander Małachowski (mort le 26/01/2004) Jacek Zdrojewski (à partir du 17/02/2004) | 16 980 3 458 |
|       | Alliance de la gauche démocratique | Piotr Gadzinowski                                                                     | 10 731       |
|       | Alliance de la gauche démocratique | Katarzyna Piekarska                                                                   | 8 266        |
|       | Alliance de la gauche démocratique | Mirosława Kątna                                                                       | 5 705        |
|       | Alliance de la gauche démocratique | Michał Tober                                                                          | 5 680        |
|       | Alliance de la gauche démocratique | Jerzy Kulej                                                                           | 3 488        |
|       | Droit et justice                   | Jarosław Kaczyński                                                                    | 144 343      |
|       | Droit et justice                   | Mariusz Kamiński                                                                      | 5 257        |
|       | Droit et justice                   | Paweł Poncyljusz                                                                      | 1 138        |
|       | Droit et justice                   | Hanna Mierzejewska                                                                    | 771          |
|       | Droit et justice                   | Bartłomiej Szrajber                                                                   | 736          |
|       | Plate-forme civique                | Paweł Piskorski (jusqu'au 16/06/2004) Leszek Samborski (à partir du 18/06/2004)       | 69 066 5 596 |
|       | Plate-forme civique                | Bronisław Komorowski                                                                  | 14 493       |
|       | Plate-forme civique                | Marta Fogler                                                                          | 9 601        |
|       | Plate-forme civique                | Jerzy Hertel                                                                          | 6 297        |
|       | Ligue des familles polonaises      | Antoni Macierewicz                                                                    | 24 900       |
|       | Ligue des familles polonaises      | Jan Olszewski                                                                         | 13 255       |

#### Élections de 2005
| Parti | Parti                              | Nom                                                                                 | Voix          |
| ----- | ---------------------------------- | ----------------------------------------------------------------------------------- | ------------- |
|       | Plate-forme civique                | Hanna Gronkiewicz-Waltz (jusqu'au 26/11/2006) Andrzej Czuma (à partir du 12/2006)   | 137 280 2 858 |
|       | Plate-forme civique                | Julia Pitera                                                                        | 39 815        |
|       | Plate-forme civique                | Paweł Śpiewak                                                                       | 18 403        |
|       | Plate-forme civique                | Joanna Fabisiak                                                                     | 6 693         |
|       | Plate-forme civique                | Małgorzata Kidawa-Błońska                                                           | 4 615         |
|       | Plate-forme civique                | Roman Kosecki                                                                       | 4 395         |
|       | Plate-forme civique                | Jolanta Hibner                                                                      | 3 512         |
|       | Plate-forme civique                | Jacek Wojciechowicz (jusqu'au 05/12/2006) Andrzej Halicki (à partir du 10/01/2007)  | 3 380 2 309   |
|       | Droit et justice                   | Jarosław Kaczyński                                                                  | 171 129       |
|       | Droit et justice                   | Mariusz Kamiński (jusqu'au 05/07/2006) Bartłomiej Szrajber (à partir du 12/07/2006) | 9 142 2 176   |
|       | Droit et justice                   | Małgorzata Gosiewska                                                                | 4 251         |
|       | Droit et justice                   | Paweł Poncyljusz                                                                    | 4 232         |
|       | Droit et justice                   | Jan Ołdakowski                                                                      | 3 939         |
|       | Droit et justice                   | Karol Karski                                                                        | 2 953         |
|       | Droit et justice                   | Artur Górski                                                                        | 2 850         |
|       | Alliance de la gauche démocratique | Ryszard Kalisz                                                                      | 36 013        |
|       | Alliance de la gauche démocratique | Katarzyna Piekarska                                                                 | 26 511        |
|       | Alliance de la gauche démocratique | Piotr Gadzinowski                                                                   | 11 650        |
|       | Ligue des familles polonaises      | Roman Giertych                                                                      | 35 812        |

#### Élections de 2007
| Parti | Parti                              | Nom                                                                              | Voix        |
| ----- | ---------------------------------- | -------------------------------------------------------------------------------- | ----------- |
|       | Plate-forme civique                | Donald Tusk                                                                      | 534 241     |
|       | Plate-forme civique                | Małgorzata Kidawa-Błońska                                                        | 13 057      |
|       | Plate-forme civique                | Joanna Fabisiak                                                                  | 7 552       |
|       | Plate-forme civique                | Roman Kosecki                                                                    | 6 847       |
|       | Plate-forme civique                | Jolanta Hibner (jusqu'au 10/06/2009) Leszek Jastrzębski (à partir du 18/06/2009) | 6 816 2 367 |
|       | Plate-forme civique                | Andrzej Czuma                                                                    | 4 344       |
|       | Plate-forme civique                | Andrzej Halicki                                                                  | 3 369       |
|       | Plate-forme civique                | Krzysztof Tyszkiewicz                                                            | 3 330       |
|       | Plate-forme civique                | Alicja Dąbrowska                                                                 | 2 885       |
|       | Plate-forme civique                | Tadeusz Ross                                                                     | 2 712       |
|       | Plate-forme civique                | Michał Szczerba                                                                  | 2 372       |
|       | Droit et justice                   | Jarosław Kaczyński                                                               | 273 684     |
|       | Droit et justice                   | Nelli Rokita                                                                     | 6 367       |
|       | Droit et justice                   | Paweł Poncyljusz                                                                 | 4 647       |
|       | Droit et justice                   | Karol Karski                                                                     | 3 524       |
|       | Droit et justice                   | Jan Ołdakowski                                                                   | 3 106       |
|       | Droit et justice                   | Artur Górski                                                                     | 3 070       |
|       | Social-démocratie de Pologne       | Marek Borowski                                                                   | 75 493      |
|       | Alliance de la gauche démocratique | Ryszard Kalisz                                                                   | 37 623      |

#### Élections de 2011
| Parti | Parti                              | Nom                                                                               | Voix          |
| ----- | ---------------------------------- | --------------------------------------------------------------------------------- | ------------- |
|       | Plate-forme civique                | Donald Tusk (jusqu'au 31/10/2014) Ewa Czeszejko-Sochacka (à partir du 07/11/2014) | 374 920 2 466 |
|       | Plate-forme civique                | Małgorzata Kidawa-Błońska                                                         | 45 027        |
|       | Plate-forme civique                | Jacek Rostowski                                                                   | 10 743        |
|       | Plate-forme civique                | Joanna Fabisiak                                                                   | 6 739         |
|       | Plate-forme civique                | Marcin Święcicki                                                                  | 6 246         |
|       | Plate-forme civique                | Alicja Dąbrowska                                                                  | 4 622         |
|       | Plate-forme civique                | Roman Kosecki                                                                     | 4 603         |
|       | Plate-forme civique                | Michał Szczerba                                                                   | 4 137         |
|       | Plate-forme civique                | Ligia Krajewska                                                                   | 3 590         |
|       | Plate-forme civique                | Marcin Kierwiński                                                                 | 3 580         |
|       | Plate-forme civique                | Leszek Jastrzębski                                                                | 3 075         |
|       | Droit et justice                   | Jarosław Kaczyński                                                                | 202 297       |
|       | Droit et justice                   | Mariusz Kamiński                                                                  | 17 535        |
|       | Droit et justice                   | Małgorzata Gosiewska                                                              | 8 129         |
|       | Droit et justice                   | Adam Kwiatkowski (jusqu'au 07/08/2015) Michał Dworczyk (à partir du 10/09/2015)   | 6 284 4 398   |
|       | Droit et justice                   | Artur Górski                                                                      | 4 762         |
|       | Droit et justice                   | Przemysław Wipler                                                                 | 4 615         |
|       | Mouvement Palikot                  | Janusz Palikot (jusqu'au 11/09/2015) Andrzej Dołecki (à partir du 23/09/2015)     | 94 811 1 281  |
|       | Sans                               | Wanda Nowicka                                                                     | 7 065         |
|       | Alliance de la gauche démocratique | Ryszard Kalisz                                                                    | 53 451        |

#### Élections de 2015
| Parti | Parti               | Nom                                                                      | Voix        |
| ----- | ------------------- | ------------------------------------------------------------------------ | ----------- |
|       | Droit et justice    | Jarosław Kaczyński                                                       | 202 424     |
|       | Droit et justice    | Mariusz Kamiński                                                         | 29 654      |
|       | Droit et justice    | Małgorzata Gosiewska                                                     | 13 976      |
|       | Sans                | Małgorzata Wypych                                                        | 7 496       |
|       | Droit et justice    | Paweł Lisiecki                                                           | 6 865       |
|       | Droit et justice    | Artur Górski (mort le 01/04/2016) Andrzej Melak (à partir du 12/04/2016) | 6 262 4 417 |
|       | Droit et justice    | Ewa Tomaszewska                                                          | 5 114       |
|       | Droit et justice    | Jarosław Krajewski                                                       | 4 753       |
|       | Plate-forme civique | Ewa Kopacz                                                               | 230 894     |
|       | Plate-forme civique | Andrzej Halicki                                                          | 13 859      |
|       | Plate-forme civique | Joanna Kluzik-Rostkowska                                                 | 12 807      |
|       | Plate-forme civique | Marcin Święcicki                                                         | 8 329       |
|       | Plate-forme civique | Michał Szczerba                                                          | 4 219       |
|       | Plate-forme civique | Joanna Fabisiak                                                          | 3 512       |
|       | Plate-forme civique | Roman Kosecki                                                            | 3 258       |
|       | .Moderne            | Ryszard Petru                                                            | 129 088     |
|       | Sans                | Kornelia Wróblewska                                                      | 3 945       |
|       | Sans                | Zbigniew Gryglas                                                         | 1 011       |
|       | Kukiz'15            | Paweł Kukiz                                                              | 76 675      |
|       | KNP                 | Jacek Wilk                                                               | 2 420       |